# Semestene
Semestene är en ort och kommun i provinsen Sassari i regionen Sardinien i Italien. Kommunen hade 148 invånare (2017).